# Fågelhuvudhalvön

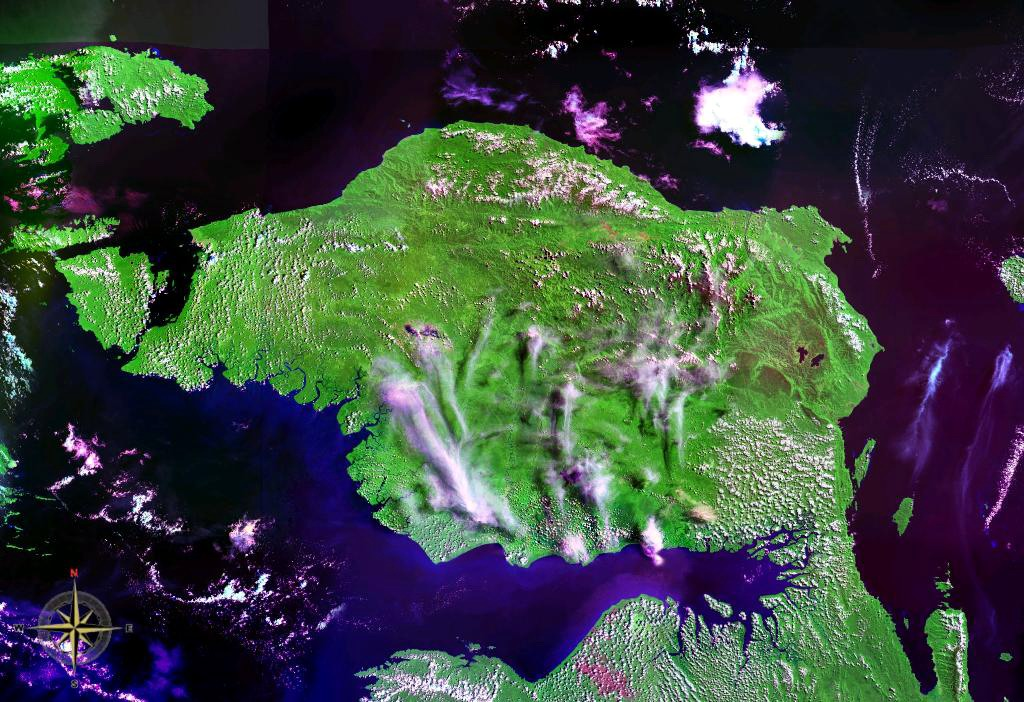
Satellitbild.

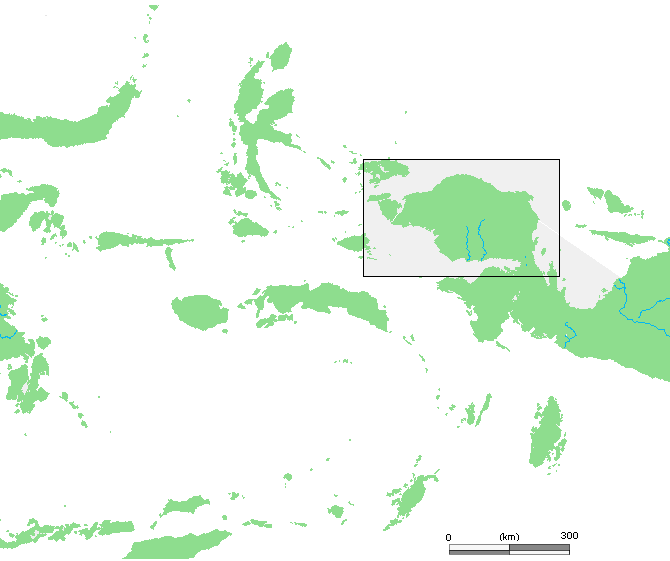
Karta över västra Nya guinea

Fågelhuvudhalvön, även Vogelkophalvön eller Doberaihalvön, är en halvö i den nordvästra delen av den indonesiska delen av ön Nya Guinea.